# GNOT-appel

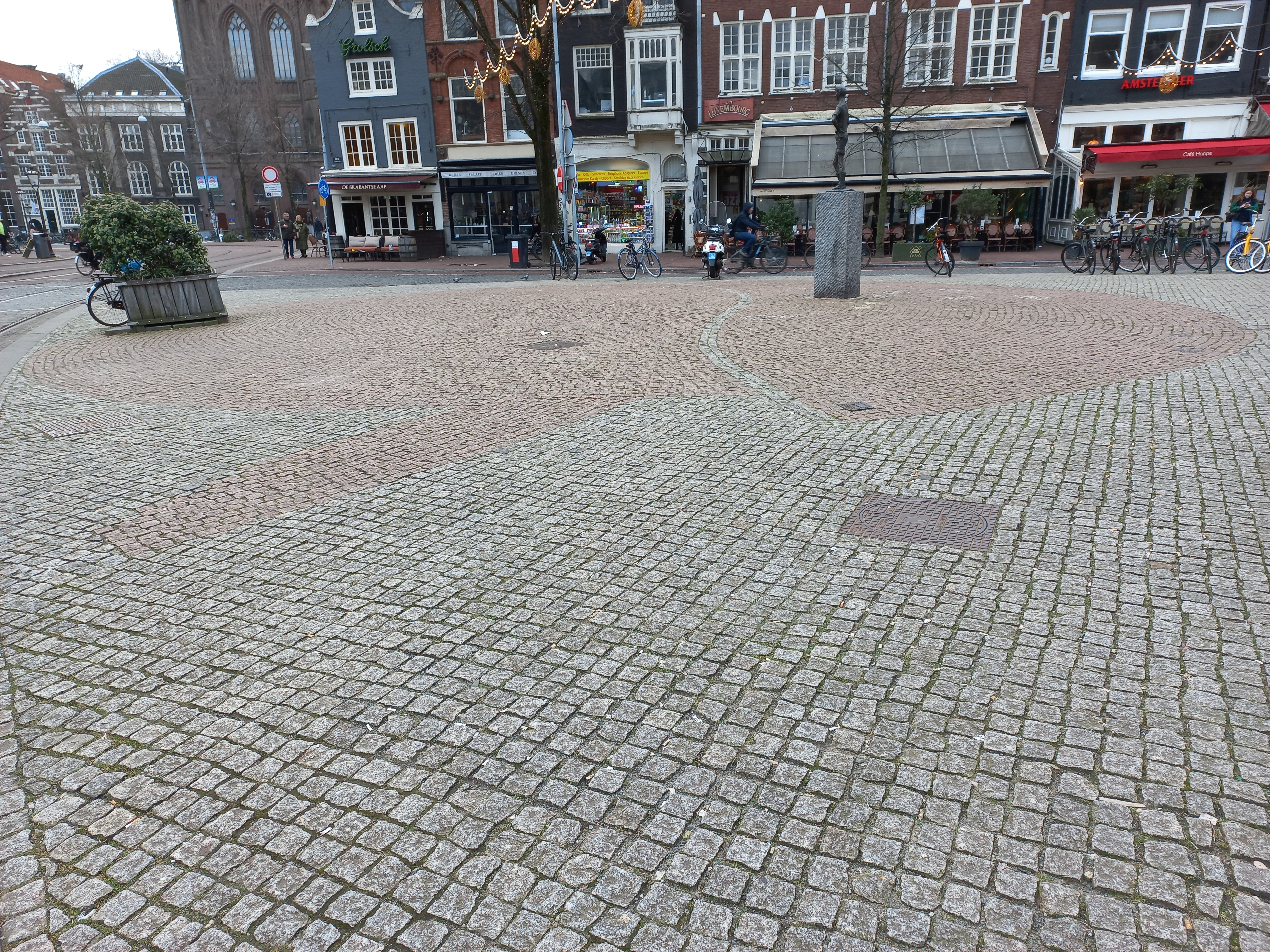
GNOT-appel met rechts Het Lieverdje (februari 2024)

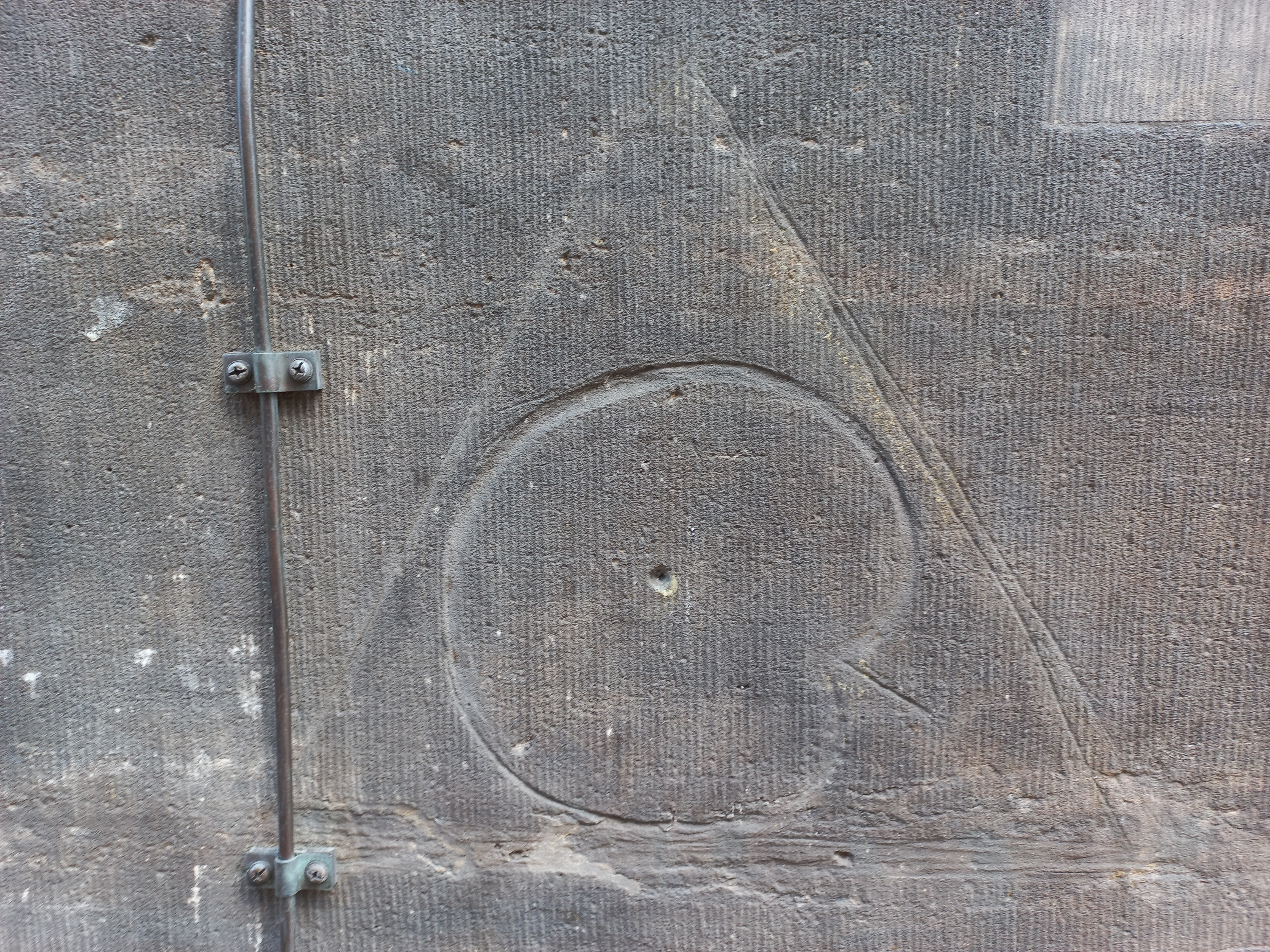
GNOT-appel gekrast in Paleis (mei 2024)

De GNOT-appel is een artistiek kunstwerk in Amsterdam-Centrum.

Op het westelijk deel van het Spui staat Het Lieverdje van beeldhouwer Carel Kneulman pontificaal midden op dat pleindeel. Het beeld valt aldaar niet te missen. Het beeld werd er in 1960 geplaatst. Het werd even later een mascotte van de Provobeweging. Zo opvallend als het beeld is, zo onopvallend is de omgeving. In de betegeling eromheen is namelijk het klinkerpatroon op de straat gelegd in het patroon van de GNOT-appel; een logo ontworpen door Robert Jasper Grootveld en Bart Huges. GNOT staat daarbij voor "God en genot". Grootveld lichtte toe: 
De roze appel is de Amsterdamse grachtengordel, het eveneens roze (opzichtig brede) steeltje de Amstel
 Origineel hoort er nog een punt bij, het Spui, alsmede een begrenzende driehoek. Deze driehoek is enigszins terug te vinden in het vorm van het pleintje waar Spuistraat en Nieuwezijds Voorburgwal tezamen komen. Wanneer het klinkerpatroon is aangepast, is onbekend, vermoedelijk in de jaren tachtig of negentig onder het bewind van wethouder Guusje ter Horst.
De GNOT-appel is even verderop ook zichtbaar in de plint van het Paleis op de Dam, het is er ingekrast.